# Njoro (Same)
Njoro è una circoscrizione rurale (rural ward) della Tanzania situata nel distretto di Same, regione del Kilimangiaro. Conta una popolazione di 5 368 abitanti (censimento 2012).